# Världsmästerskapet i ishockey för damer 1999
Världsmästerskapet i ishockey för damer 1999 avgjordes mellan den 8 och 14 mars i Esbo och Vanda i Finland. Kanada vann turneringen före USA och Finland. Schweiz förlorade nedflyttningsmatchen mot Tyskland och åkte ner i B-VM, och ersattes av Japan i världsmästerskapet år 2000.

## Kvalificering
Turneringen hade åtta deltagande länder:
- De fem bästa länderna från VM 1997 var direktkvalificerade, Kanada, USA, Finland, Kina och Sverige.
- Resterande tre lediga platserna gick till de tre bäst placerade länderna i ett kval mellan tio länder.

Kvalet var uppdelat i två faser. Sex länder gick direkt till andra kvalrundan, där åtta länder spelade om de tre lediga platserna:
- Sexan, sjuan och åttan från VM 1997: Ryssland, Schweiz och Norge.
- Sexan från A-EM 1996: Tyskland.
- Ettan och tvåan från B-EM 1996: Danmark och Lettland.

I första kvalrundan spelade fyra länder om de två sista lediga platserna i andra kvalrundan:
- Trean, fyran, femman och sexan från B-EM 1996: Tjeckien, Slovakien, Frankrike och Nederländerna.

De sju länder som inte kvalificerade sig till A-VM spelade B-VM tillsammans med näst bästa asiatiska land, Japan.
De tre länder som kvalificerade sig till A-VM 1999 var: Tyskland och Schweiz som gruppvinnare, och Ryssland efter playoff-vinst mot Norge.
De åtta länderna spelade först en inledande runda i två grupper med fyra lag i varje. De två bästa från varje grupp gick vidare till slutspelet om placeringarna 1-4, medan de två sist placerade lagen i varje grupp spelade om placeringarna 5-8 plats.

## Gruppspel

### Grupp A
- Kina
- Ryssland
- Sverige
- USA

Grupp A
| Datum        | Match              | Res.   | Perioder      |
| ------------ | ------------------ | ------ | ------------- |
| 8 mars 1999  | USA - Ryssland     | 10 - 2 | 2-2, 4-0, 4-0 |
| 8 mars 1999  | Kina - Sverige     | 1 - 3  | 0-2, 1-0, 0-1 |
| 9 mars 1999  | Kina - Ryssland    | 3 - 2  | 1-0, 0-2, 2-0 |
| 9 mars 1999  | Sverige - USA      | 0 - 11 | 0-3, 0-4, 0-4 |
| 11 mars 1999 | Sverige - Ryssland | 7 - 0  | 4-0, 2-0, 1-0 |
| 11 mars 1999 | USA - Kina         | 6 - 0  | 1-0, 2-0, 3-0 |

| Grupp A  | SM | V | O | F | GM | IM | P |
| -------- | -- | - | - | - | -- | -- | - |
| USA      | 3  | 3 | 0 | 0 | 27 | 2  | 6 |
| Sverige  | 3  | 2 | 0 | 1 | 10 | 12 | 4 |
| Kina     | 3  | 1 | 0 | 2 | 4  | 11 | 2 |
| Ryssland | 3  | 0 | 0 | 3 | 4  | 20 | 0 |

SM = Spelade matcher, V = Vinster, O = Oavgjorda, F = Förluster, GM = Gjorda mål, IM = Insläppta mål, P = Poäng

### Grupp B
- Kanada
- Finland
- Schweiz
- Tyskland

Grupp B
| Datum        | Match              | Res.   | Perioder      |
| ------------ | ------------------ | ------ | ------------- |
| 8 mars 1999  | Kanada - Schweiz   | 10 - 0 | 2-0, 6-0, 2-0 |
| 8 mars 1999  | Finland - Tyskland | 9 - 0  | 3-0, 1-0, 5-0 |
| 9 mars 1999  | Tyskland - Kanada  | 0 - 13 | 0-4, 0-6, 0-3 |
| 9 mars 1999  | Finland - Schweiz  | 7 - 0  | 1-0, 2-0, 4-0 |
| 11 mars 1999 | Tyskland - Schweiz | 5 - 4  | 1-1, 2-0, 2-3 |
| 11 mars 1999 | Finland - Kanada   | 0 - 1  | 0-0, 0-1, 0-0 |

| Grupp B  | SM | V | O | F | GM | IM | P |
| -------- | -- | - | - | - | -- | -- | - |
| Kanada   | 3  | 3 | 0 | 0 | 24 | 0  | 6 |
| Finland  | 3  | 2 | 0 | 1 | 16 | 1  | 4 |
| Tyskland | 3  | 1 | 0 | 2 | 5  | 26 | 2 |
| Schweiz  | 3  | 0 | 0 | 3 | 4  | 22 | 0 |

SM = Spelade matcher, V = Vinster, O = Oavgjorda, F = Förluster, GM = Gjorda mål, IM = Insläppta mål, P = Poäng

## Slutspel
| Datum              | Match             | Res. | Periodres.    |
| ------------------ | ----------------- | ---- | ------------- |
| Semifinal          |                   |      |               |
| 12 mars 1999       | Kanada - Sverige  | 4-1  | 1-0, 1-1, 2-0 |
| 12 mars 1999       | Finland - USA     | 1-3  | 1-0, 0-2, 0-1 |
| Match om 3:e plats |                   |      |               |
| 14 mars 1999       | Finland - Sverige | 8-2  | 2-1, 4-0, 2-1 |
| Final              |                   |      |               |
| 14 mars 1999       | Kanada - USA      | 3-1  | 0-0, 1-1, 2-0 |

## Placeringsmatcher
| Datum                  | Match               | Res. | Periodres.    |
| ---------------------- | ------------------- | ---- | ------------- |
| 5:e-8:e plats          |                     |      |               |
| 12 mars 1999           | Tyskland - Ryssland | 2-6  | 0-1, 1-1, 1-4 |
| 12 mars 1999           | Kina - Schweiz      | 3-2  | 1-2, 1-0, 1-0 |
| Match om 7:e-8:e plats |                     |      |               |
| 14 mars 1999           | Tyskland - Schweiz  | 3-0  | 0-0, 1-0, 2-0 |
| Match om 5:e-6:e plats |                     |      |               |
| 14 mars 1999           | Kina - Ryssland     | 4-1  | 3-0, 1-1, 0-0 |

## VM-ranking
| VM 2007 | VM 2007  |
| ------- | -------- |
| Guld    | Kanada   |
| Silver  | USA      |
| Brons   | Finland  |
| 4.      | Sverige  |
| 5.      | Kina     |
| 6.      | Ryssland |
| 7.      | Tyskland |
| 8.      | Schweiz  |